# 勝山城 (越後国刈羽郡)
勝山城（かつやまじょう）は、新潟県刈羽郡刈羽村大字滝谷（たきや）にあった日本の城。別名・滝谷城（たきやじょう）。現在は曲輪・空堀・外堀などの遺構が現存し、「勝山城跡」として刈羽村指定史跡に指定されている。

## 概要
日本海側から攻めてくる敵に対して構築された山城と考えられている。斎藤朝信の居城である赤田城の支城として機能としたと考えられている。
本丸跡にはコンクリート製の天守のミニチュアがあるが、実際にあった城を模しているわけではない。

## 地理
- 場所：新潟県刈羽郡刈羽村大字滝谷